# Cubo de la Solana
Cubo de la Solana est une commune espagnole de la province de Soria en Castille-et-León.